# Welschenrohr
Welschenrohr is een gemeente en plaats in het Zwitserse kanton Solothurn en maakt deel uit van het district Thal.
Welschenrohr telt 1162 inwoners.